# 戈德施密特角
80°41′S 161°12′E / 80.683°S 161.200°E
戈德施密特角是南極洲的海岬，位於羅斯屬地，處於羅斯冰架西部，是尼科爾森半島的東端，被冰雪封蓋，現時由南極條約體系管理。